# Брачка флотила морнарице НОВЈ
Брачка флотила морнарице НОВЈ је била партизанска формација Морнарице НОВЈ у саставу Народноослободилачке војске и партизанских одреда Југославије током Другог светског рата у Хрватској.

## Историјат
После капитулације Италије (9. септембар 1943) на острву Брачу је наоружано неколико моторних бродова, који су уз друге задатке (веза, превоз) вршили патролну службу око острва. Преформирањем Обалске команде 29. септембра 1943. у Команду флоте наоружаних бродова, пришло се одмах успостављању појединих острвских флотила, па је од постојећа четири патролна чамца на Брачу, формирана Брачка флотиле. Успостављањем II ПОС (касније IV ПОС) 30. октобра, Флотила је ушла у његов састав. Извршавала је ове задатке: патролисање и одржавање везе уз обалу Брача, извиђање, одржавање везе са копном, пребацивање обавештајаца и превоз бораца и материјала. За извршавање тих задатака, штаб сектора повремено је ојачавао Флотилу наоружаним бродовима. Брачка флотила је 8. новембра 1943. имала патролне чамце: Брач-1, Брач-3, Брач-4 и Брач-5, који су од јануара 1944. названи ПЧ-49, ПЧ–50, ПЧ-51 и ПЧ-52. То су били леути с моторним погоном, сваки наоружан тешким митраљезом од 8мм. Флотила је базирала у Постирама, где је био смештен штаб, и механичка радионица са два механичара, једним бродоградитцљем и потребним алатом. Бројно стање флотиле било је 22 човека.  Приликом препада на усташко упориште у Дугом рату, ноћу 18/19. децембра, Флотила је превезла са Брача на копно две чете из 1. и 12. далматинске бригаде. Због искрцавања непријатељеских снага на Брач, Флотила се повукла половином јануара 1944. на острво Вис. Одлуком Штаба IV ПОС од 23. јануара 1944, Флотила је пребазирана у Комижу. Флотила је по групама сваке ноћи вршила патролирање у одређеним секторима око Виса и Бишева. У састав Флотиле увршћени су патролни чамци ПЧ-68 Бадииа (уместо ПЧ— 51) и ПЧ- 55. У септембру 1944, после ослобођења Брача, база Флотиле постао је Бол. Из Бола је она вршила патролирање на сектору Сутиван—Милна–Бол—Сумартин. Наредбом Штаба IV ПОС од 30. септембра, Флотила је расформирана, а њени патролни чамци ушли су у састав новоформиране I флотиле IV ПОС са базом у Милни.